# Big (film)
Big è un film del 1988 diretto da Penny Marshall, con protagonista Tom Hanks.

## Trama
Josh Baskin è un ragazzino di tredici anni che abita a New York. Josh è follemente innamorato di Cynthia Benson, una sua compagna di scuola molto più grande di lui, ma non ha il coraggio di dichiararsi e la sua vita è una frana. I suoi genitori lo costringono, tra l'altro, a fare il baby-sitter alla sorellina più piccola. Un giorno al luna park, dopo essere stato umiliato davanti a Cynthia che ama tanto, vede una macchinetta che riproduce le fattezze del mago Zoltar (la macchina funziona nonostante l'alimentazione elettrica sia staccata) e decide di esprimere un desiderio: non essere più un bambino.
Il giorno seguente Josh si sveglia e si rende conto che qualcosa è cambiato. Non appena si guarda allo specchio, scopre di essere cresciuto di vent'anni, diventando così un aitante trentenne. Ritorna verso il luna park dov'era situata la macchinetta, ma scopre che non c'è più il luna park e che la macchinetta è sparita. Ritorna a casa ma la madre non lo riconosce.
Scappato di casa perché scambiato per un criminale, chiede aiuto al suo migliore amico Billy che, incredulo in un primo momento, decide di aiutarlo, dopo che l'amico gli canta il loro motivetto segreto. I due vanno a New York e prendono una stanza in affitto in un quartiere malfamato con la promessa di ritrovare la macchina del mago. Così, fino a quando non la ritroveranno, Josh dovrà vivere come un trentenne con la mente di un ragazzino di dodici anni. Dovrà trovarsi quindi un lavoro. Non è un problema: riesce a farsi assumere nel settore giocattoli di un grande magazzino; il suo lavoro consiste nel testare, giocando, i giocattoli e vedere se possono piacere ai bambini o no. Nessuno potrebbe capire i gusti dei bambini meglio di un altro bambino.
Il suo carattere porterà una giovane collega, Susan, ad innamorarsi di lui, ma quando Josh le dice il suo "segreto" lei si arrabbia pensando sia solo una scusa per piantarla. Dopo svariate avventure Josh ritrova la macchina del mago Zoltar ed esprime il desiderio opposto, cioè tornare ad essere bambino. Susan assiste a tutto e anche lei alla fine gli crede e Josh ritorna a casa dai suoi.

## Produzione

### Costumi
Parte degli abiti dei protagonisti è stata realizzata da Nino Cerruti.

### Edizione italiana
Il doppiaggio italiano del film è stato diretto da Mario Maldesi, per conto della Kamoti Film.

## Riconoscimenti
- 1989 - Premio Oscar
  - Nomination Miglior attore protagonista a Tom Hanks
  - Nomination Miglior sceneggiatura originale a Gary Ross e Anne Spielberg
- 1988 - Festival di Venezia
  - Menzione Speciale a Penny Marshall
- 1988 - Los Angeles Film Critics Association Award
  - Miglior attore protagonista a Tom Hanks
- 1989 - Golden Globe
  - Miglior attore in un film commedia o musicale a Tom Hanks
  - Nomination Miglior film commedia o musicale
- 1990 - Saturn Award
  - Miglior attore protagonista a Tom Hanks
  - Miglior attore non protagonista a Robert Loggia
  - Migliore sceneggiatura a Gary Ross e Anne Spielberg
  - Nomination Miglior film fantasy
  - Nomination Migliore regia a Penny Marshall
  - Nomination Miglior attore emergente a Jared Rushton

## Presunto remake
La trama è molto simile all'italiano Da grande, interpretato da Renato Pozzetto per la regia di Franco Amurri del 1987, tanto da lasciar supporre che gli sceneggiatori si siano ispirati al film italiano. In realtà la storia di un bambino che magicamente "diventa grande" era già presente in altri film, tra cui Storia di tre amori del 1953. Inoltre i ristretti tempi d'uscita (il film statunitense era nelle sale appena sei mesi dopo l'uscita di quello italiano) erano difficilmente compatibili coi normali tempi di lavorazione. 
Lo stesso Amurri è intervenuto su CineFacts per spiegare come andarono le cose; secondo quanto dichiarato dal regista Amurri nel 2019, il soggetto del film (inizialmente intitolato «KidMan») era stato proposto come episodio per la serie tv Storie incredibili, e fra gli editor che selezionavano il materiale c’era Anne Spielberg che fu poi autrice della sceneggiatura di Big assieme a Gary Ross. 
Da questi film (specialmente dallo stesso Big) si è ispirato La piccola boss.